# Leichtathletik-Südamerikameisterschaften 1963
Die XXII. Leichtathletik-Südamerikameisterschaften fanden vom 29. Juni bis zum 7. Juli 1963 in Cali statt. Erfolgreichster Teilnehmer war der venezolanische Mehrkämpfer Héctor Thomas, der neben dem Sieg im Zehnkampf auch die Wettkämpfe im Weitsprung und im Speerwurf gewann. Bei den Frauen gewann die Brasilianerin Erica da Silva ebenfalls drei Goldmedaillen.
Bislang hatten die Südamerikameisterschaften immer im April oder Mai stattgefunden. Da Ende April 1963 die Panamerikanischen Spiele ausgetragen wurden, lag der Termin der Südamerikameisterschaften erstmals im Juni und Juli.

## Männerwettbewerbe
Die Mannschaftswertung gewann bei den Männern die Mannschaft Venezuelas mit 181 Punkten vor den Brasilianern mit 163 Punkten und den Argentiniern mit 114 Punkten. Hinter den Kolumbianern mit 103 Punkten erreichten Peru 37 Punkte, Chile 11 Punkte und Uruguay 7 Punkte. Ecuador erzielte keinen Punkt.

### 100-Meter-Lauf Männer
| Platz | Athlet                  | Land | Zeit   |
| ----- | ----------------------- | ---- | ------ |
| 1     | Arquímedes Herrera      | VEN  | 10,2 s |
| 2     | Joe Satow               | BRA  | 10,4 s |
| 3     | Alfonso Coelho da Silva | BRA  | 10,7 s |

Finale: 30. Juni

### 200-Meter-Lauf Männer
| Platz | Athlet             | Land | Zeit   |
| ----- | ------------------ | ---- | ------ |
| 1     | Arquímedes Herrera | VEN  | 20,9 s |
| 2     | Hortensio Fucil    | VEN  | 21,0 s |
| 3     | Gerardo di Tolla   | PER  | 21,2 s |

Finale: 4. Juli

### 400-Meter-Lauf Männer
| Platz | Athlet                  | Land | Zeit   |
| ----- | ----------------------- | ---- | ------ |
| 1     | Hortensio Fucil         | VEN  | 46,7 s |
| 2     | Juan Carlos Dyrzka      | ARG  | 47,6 s |
| 3     | Víctor Maldonado Flores | VEN  | 48,5 s |

Finale: 30. Juni

### 800-Meter-Lauf Männer
| Platz | Athlet        | Land | Zeit       |
| ----- | ------------- | ---- | ---------- |
| 1     | José Rivera   | COL  | 1:52,2 min |
| 2     | José Neira    | COL  | 1:52,9 min |
| 3     | Leslie Mentor | VEN  | 1:53,1 min |

Finale: 4. Juli

### 1500-Meter-Lauf Männer
| Platz | Athlet       | Land | Zeit       |
| ----- | ------------ | ---- | ---------- |
| 1     | Álvaro Mejía | COL  | 3:53,5 min |
| 2     | José Neira   | COL  | 3:54,4 min |
| 3     | José Azevedo | BRA  | 3:55,9 min |

Finale: 30. Juni

### 5000-Meter-Lauf Männer
| Platz | Athlet          | Land | Zeit        |
| ----- | --------------- | ---- | ----------- |
| 1     | Osvaldo Suárez  | ARG  | 14:59,8 min |
| 2     | Harvey Borrero  | COL  | 15:00,5 min |
| 3     | Domingo Amaisón | ARG  | 15:01,2 min |

Finale: 29. Juni

### 10.000-Meter-Lauf Männer
| Platz | Athlet          | Land | Zeit        |
| ----- | --------------- | ---- | ----------- |
| 1     | Osvaldo Suárez  | ARG  | 31:09,6 min |
| 2     | Domingo Amaisón | ARG  | 31:17,0 min |
| 3     | Luiz Caetano    | BRA  | 31:20,9 min |

Finale: 4. Juli

### Halbmarathon Männer
| Platz | Athlet            | Land | Zeit        |
| ----- | ----------------- | ---- | ----------- |
| 1     | Luiz Caetano      | BRA  | 1:09:40,8 h |
| 2     | Luis Navas        | COL  | 1:09:54,9 h |
| 3     | Hérnan Barreneche | COL  | 1:11:28,8 h |

Finale: 7. Juli

### 110-Meter-Hürdenlauf Männer
| Platz | Athlet                   | Land | Zeit   |
| ----- | ------------------------ | ---- | ------ |
| 1     | John Muñoz               | VEN  | 15,0 s |
| 2     | José Telles da Conceição | BRA  | 15,2 s |
| 3     | Cleomenes da Cunha       | BRA  | 15,6 s |

Finale: 2. Juli

### 400-Meter-Hürdenlauf Männer
| Platz | Athlet                  | Land | Zeit   |
| ----- | ----------------------- | ---- | ------ |
| 1     | Juan Carlos Dyrzka      | ARG  | 51,0 s |
| 2     | Víctor Maldonado Flores | VEN  | 51,5 s |
| 3     | Anubes da Silva         | BRA  | 51,8 s |

Finale: 6. Juli

### 3000-Meter-Hindernislauf Männer
| Platz | Athlet           | Land | Zeit       |
| ----- | ---------------- | ---- | ---------- |
| 1     | Domingo Amaisón  | ARG  | 9:13,0 min |
| 2     | Sebastião Mendes | BRA  | 9:28,7 min |
| 3     | José Primo       | BRA  | 9:29,7 min |

Finale: 6. Juli

### 4-mal-100-Meter-Staffel Männer
| Platz | Athleten                                                              | Land | Zeit   |
| ----- | --------------------------------------------------------------------- | ---- | ------ |
| 1     | Joe Satow Joel Costa Alfonso Coelho da Silva José Telles da Conceição | BRA  | 40,9 s |
| 2     | Jaime Uribe Francisco Gutiérrez Pedro Grajales Leonel Pedroza         | COL  | 41,2 s |
| 3     | Carlos van Poecke Juan Carlos Dyrzka Guillermo Vallanía Carlos Biondi | ARG  | 41,6 s |

Finale: 6. Juli

### 4-mal-400-Meter-Staffel Männer
| Platz | Athleten                                                                     | Land | Zeit       |
| ----- | ---------------------------------------------------------------------------- | ---- | ---------- |
| 1     | Arístides Piñeda Leslie Mentor Víctor Maldonado Flores Hortensio Fucil       | VEN  | 3:16,0 min |
| 2     | Alfonso Coelho da Silva Joel Carvalho da Rocha Geraldo Costa Anubes da Silva | BRA  | 3:16,9 min |
| 3     | Mario Rivet Guillermo Vallanía Juan Stocker Juan Carlos Dyrzka               | ARG  | 3:18,1 min |

Finale: 7. Juli

### Hochsprung Männer
| Platz | Athlet            | Land | Höhe   |
| ----- | ----------------- | ---- | ------ |
| 1     | Roberto Abugattas | PER  | 1,97 m |
| 2     | Eleuterio Fassi   | ARG  | 1,94 m |
| 3     | Manuel César      | BRA  | 1,88 m |

Finale: 29. Juni

### Stabhochsprung Männer
| Platz | Athlet           | Land | Höhe   |
| ----- | ---------------- | ---- | ------ |
| 1     | Mario Eleusippi  | ARG  | 4,10 m |
| 2     | César Quintero   | COL  | 3,80 m |
| 3     | Marcelo de Souza | BRA  | 3,70 m |

Finale: 2. Juli

### Weitsprung Männer
| Platz | Athlet           | Land | Weite  |
| ----- | ---------------- | ---- | ------ |
| 1     | Héctor Thomas    | VEN  | 7,22 m |
| 2     | John Muñoz       | VEN  | 7,16 m |
| 3     | Roberto Caravaca | VEN  | 6,97 m |

Finale: 30. Juni

### Dreisprung Männer
| Platz | Athlet           | Land | Weite   |
| ----- | ---------------- | ---- | ------- |
| 1     | Asnoldo Devonish | VEN  | 15,09 m |
| 2     | José López       | VEN  | 15,01 m |
| 3     | Mário Gomes      | BRA  | 14,90 m |

Finale: 4. Juli

### Kugelstoßen Männer
| Platz | Athlet             | Land | Weite   |
| ----- | ------------------ | ---- | ------- |
| 1     | José Jacques       | BRA  | 15,08 m |
| 2     | Luis di Cursi      | ARG  | 15,06 m |
| 3     | Dagoberto González | COL  | 14,02 m |

Finale: 2. Juli

### Diskuswurf Männer
| Platz | Athlet             | Land | Weite   |
| ----- | ------------------ | ---- | ------- |
| 1     | Dagoberto González | COL  | 48,84 m |
| 2     | Daniel Cereali     | VEN  | 47,85 m |
| 3     | Luis di Cursi      | ARG  | 46,37 m |

Finale: 6. Juli

### Hammerwurf Männer
| Platz | Athlet           | Land | Weite   |
| ----- | ---------------- | ---- | ------- |
| 1     | Daniel Cereali   | VEN  | 56,07 m |
| 2     | Roberto Chapchap | BRA  | 55,08 m |
| 3     | Orlando Guaita   | CHI  | 54,64 m |

Finale: 30. Juni

### Speerwurf Männer
| Platz | Athlet              | Land | Weite   |
| ----- | ------------------- | ---- | ------- |
| 1     | Héctor Thomas       | VEN  | 64,79 m |
| 2     | Walter de Almeida   | BRA  | 63,49 m |
| 3     | Patricio Etcheverry | CHI  | 63,18 m |

Finale: 29. Juni

### Zehnkampf Männer
| Platz | Athlet             | Land | Punkte |
| ----- | ------------------ | ---- | ------ |
| 1     | Héctor Thomas      | VEN  | 6825   |
| 2     | Cleomenes da Cunha | BRA  | 6269   |
| 3     | Roberto Caravaca   | VEN  | 5991   |

6. und 7. Juli

## Frauenwettbewerbe
Die Mannschaftswertung bei den Frauen gewannen die Brasilianerinnen mit 110 Punkten vor der Mannschaft Argentiniens mit 93 Punkten und den Kolumbianerinnen mit 18 Punkten. Hinter Venezuela mit 15 Punkten erhielten Chile zehn Punkte, Peru 6 Punkte und Uruguay 2 Punkte. Wie beiden Männern gab es auch für die Frauen aus Ecuador keinen Punkt.

### 100-Meter-Lauf Frauen
| Platz | Athletin           | Land | Zeit   |
| ----- | ------------------ | ---- | ------ |
| 1     | Erica da Silva     | BRA  | 12,0 s |
| 2     | Margarita Formeiro | ARG  | 12,1 s |
| 3     | Susana Ritchie     | ARG  | 12,3 s |

Finale: 30. Juni

### 200-Meter-Lauf Frauen
| Platz | Athletin         | Land | Zeit   |
| ----- | ---------------- | ---- | ------ |
| 1     | Erica da Silva   | BRA  | 24,3 s |
| 2     | Susana Ritchie   | ARG  | 25,2 s |
| 3     | Marta Buongiorno | ARG  | 25,4 s |

Finale: 4. Juli

### 80-Meter-Hürdenlauf Frauen
| Platz | Athletin        | Land | Zeit   |
| ----- | --------------- | ---- | ------ |
| 1     | Emilia Dyrzka   | ARG  | 11,5 s |
| 2     | Leda dos Santos | BRA  | 11,5 s |
| 3     | Maria Teixeira  | BRA  | 11,7 s |

Finale: 7. Juli

### 4-mal-100-Meter-Staffel Frauen
| Platz | Athletinnen                                                      | Land | Zeit   |
| ----- | ---------------------------------------------------------------- | ---- | ------ |
| 1     | Edir Ribeiro Ignes Pimenta Leontina dos Santos Erica da Silva    | BRA  | 47,6 s |
| 2     | Margarita Formeiro Marta Buongiorno Emilia Dyrzka Susana Ritchie | ARG  | 47,8 s |
| 3     | Gloria Aguirre Ana Alvarado Smirna Paz Amparo Ramos              | COL  | 49,8 s |

Finale: 7. Juli

### Hochsprung Frauen
| Platz | Athletin           | Land | Höhe   |
| ----- | ------------------ | ---- | ------ |
| 1     | Maria da Conceição | BRA  | 1,58 m |
| 2     | Aída dos Santos    | BRA  | 1,58 m |
| 3     | Irenice Rodrigues  | BRA  | 1,50 m |

Finale: 6. Juli

### Weitsprung Frauen
| Platz | Athletin        | Land | Weite  |
| ----- | --------------- | ---- | ------ |
| 1     | Mabel Farina    | ARG  | 5,74 m |
| 2     | Iris dos Santos | BRA  | 5,37 m |
| 3     | Gisela Vidal    | VEN  | 5,31 m |

Finale: 2. Juli

### Kugelstoßen Frauen
| Platz | Athletin                   | Land | Weite   |
| ----- | -------------------------- | ---- | ------- |
| 1     | Ingeborg Pfuller           | ARG  | 12,82 m |
| 2     | Vera Trezoitko             | BRA  | 12,43 m |
| 3     | Maria de Lourdes Conceição | BRA  | 12,31 m |

Finale: 4. Juli

### Diskuswurf Frauen
| Platz | Athletin         | Land | Weite   |
| ----- | ---------------- | ---- | ------- |
| 1     | Ingeborg Pfuller | ARG  | 46,36 m |
| 2     | Isolina Vergara  | CHI  | 39,42 m |
| 3     | Ingeborg Mello   | ARG  | 39,05 m |

Finale: 29. Juni

### Speerwurf Frauen
| Platz | Athletin        | Land | Weite   |
| ----- | --------------- | ---- | ------- |
| 1     | Marlene Ahrens  | CHI  | 44,67 m |
| 2     | Aída dos Santos | BRA  | 38,29 m |
| 3     | Carmen Brea     | VEN  | 37,93 m |

Finale: 7. Juli

## Medaillenspiegel
| Medaillenspiegel Endstand nach 31 Entscheidungen | Medaillenspiegel Endstand nach 31 Entscheidungen | Medaillenspiegel Endstand nach 31 Entscheidungen | Medaillenspiegel Endstand nach 31 Entscheidungen | Medaillenspiegel Endstand nach 31 Entscheidungen | Medaillenspiegel Endstand nach 31 Entscheidungen |
| Platz                                            | Land                                             | Gold                                             | Silber                                           | Bronze                                           | Gesamt                                           |
| ------------------------------------------------ | ------------------------------------------------ | ------------------------------------------------ | ------------------------------------------------ | ------------------------------------------------ | ------------------------------------------------ |
| 1                                                | Venezuela                                        | 10                                               | 5                                                | 6                                                | 21                                               |
| 2                                                | Argentinien                                      | 9                                                | 7                                                | 7                                                | 23                                               |
| 3                                                | Brasilien                                        | 7                                                | 12                                               | 12                                               | 31                                               |
| 4                                                | Kolumbien                                        | 3                                                | 7                                                | 3                                                | 13                                               |
| 5                                                | Chile                                            | 1                                                | -                                                | 2                                                | 3                                                |
| 6                                                | Peru                                             | 1                                                | -                                                | 1                                                | 2                                                |